# Gianmarco Tamberi
Gianmarco Tamberi   (Civitanova Marche, 1 de juny de 1992) és un atleta italià especialista en la prova de salt d’alçada. És l’actual campió mundial (2023) i europeu (2024), així com excampió olímpic (2021). També va guanyar la Diamond League organitzada per World Athletics el 2021, esdevenint el primer italià en assolir aquesta fita. Va repetir aquesta victòria el 2022.

## Trajectòria esportiva
Va debutar als Jocs Olímpics amb la participació als Jocs Olímpics d’estiu de 2012 a Londres on va assolir la 21ena posició a la qualificació general.
Al 2015 va obtenir el rècord italià de salt d’altura en dues ocasions, primer amb un salt de 2,34 metres a Colònia i després amb un salt de 2,37 metres a Eberstadt, on va quedar en segona posició després de Derek Drouin. Aquell mateix any va aconseguir la vuitena posició al Campionat del Món d'atletisme de 2015, celebrat a Pequín, amb un resultat de 2,25 metres.
A principis del 2016, Tamberi va guanyar totes les competicions en què va participar. Va vèncer a Banská Bystrica (Eslovàquia) amb 2,35 metres, un nou rècord per al salt d’alçada en pista coberta italià, que va ser igualat per Marco Fassinotti al mateix esdeveniment. Va guanyar a Třinec (Txèquia) després de fer un salt de 2,33 metres. Al High Jump Tour de Moràvia de 2016 va fer un salt de 2,38 metres, una marca suficient com per batre Chris Baker, de Gran Bretanya i Kyriakos Ioannou, de Xipre, i que també li va donar el rècord italià de salt d'alçada en pista coberta. Al març de 2016 va aconseguir la medalla d'or als Mundials de Portland, amb un salt de 2,36 metres. Tamberi no va participar als Jocs Olímpics d’estiu de 2016 celebrats a Rio de Janeiro a causa d’una lesió que va patir durant la temporada.
El 2019 va ser campió d’Europa en salt d’altura en pista coberta a Glasgow (Escòcia). El 2021 va participar als Jocs Olímpics d’estiu de 2020 celebrats a Tòquio on va aconseguir una medalla d’or ex aequo amb l’altleta qatarià Mutaz Essa Barshim en la competició masculina de salt d’alçada, després d’assolir un empat amb 2,37 metres. Tant Tamberi com Barshim van estar d’acord en compartir la medalla d’or, un fet molt estrany, doncs rarament atletes de països diferents accepten compartir la victòria.
Tamberi va aparèixer el 2022 a l’NBA Celebrity All-Star Game a l’equip de Dominique Wilkins. Va ser el primer atleta de salt d’alçada en aparèixer en aquest esdeveniment esportiu. Al 2023 va guanyar la medalla d’or al Campionat Mundial d’Atletisme de Budapest, superant a l’estatunidenc JuVaughn Harrison en un enfrontament singular després que tots dos haguessin aconseguit un salt de 2,36 metres.
El 13 de juny de 2024 va rebre la bandera tricolor de mans del president d’Itàlia, Sergio Mattarella, al costat de l’esgrimista olímpoca Arianna Errigo pels Jocs Olímpics d’estiu de 2024 que se celebren a París A la cerimònia d’inauguració de la competició va rebre l’atenció dels mitjans de comunicació després d’haver perdut accidentalment el seu anell de matrimoni a les aigües del riu Sena mentre exercia com a banderer d’Itàlia. L'italià va haver de ser ingressat per un còlic renal hores abans de la final. Tot i això, va poder disputar-la, tot i que només va superar la primera marca (2,22 m) i va finalitzar en 11a posició.

## Estadístiques

### Rècords nacionals
- Salt d'altura en exterior: 2,39 metres (Mònaco, 15 de juliol de 2016) - Actual titular.
- Salt d'altura en cobert: 2,38 metres (Hustopeče, 13 de febrer de 2016) - Actual titular.

### Palmarès internacional
| Jocs Olímpics                      | Jocs Olímpics              | Jocs Olímpics | Jocs Olímpics |
| ---------------------------------- | -------------------------- | ------------- | ------------- |
| Any                                | Lloc                       | Medalla       | Prova         |
| 2020                               | Tòquio ( Japó)             | 1             | Salt d'altura |
| Campionat mundial d'atletisme      |                            |               |               |
| 2023                               | Budapest ( Hongria)        | 1             | Salt d'altura |
| Campionat mundial en pista coberta |                            |               |               |
| 2016                               | Portland ( Estats Units)   | 1             | Salt d'altura |
| 2012                               | Belgrad ( Sèrbia)          | 3             | Salt d'altura |
| Jocs Europeus                      |                            |               |               |
| 2023                               | Chorzów ( Polònia)         | 1             | Salt d'altura |
| Campionat Europeu d'Atletisme      |                            |               |               |
| 2016                               | Amsterdam ( Països Baixos) | 1             | Salt d'altura |
| 2022                               | Múnic ( Alemanya)          | 1             | Salt d'altura |
| 2024                               | Roma ( Itàlia)             | 1             | Salt d'altura |
| Campionat Europeu en Pista Coberta |                            |               |               |
| 2019                               | Glasgow ( Escòcia)         | 1             | Salt d'altura |
| 2021                               | Toruń ( Polònia)           | 2             | Salt d'altura |